# Gross Fiescherhorn
Gross Fiescherhorn (4049 m n. m.) je hora v Bernských Alpách. Leží na území Švýcarska na hranicích kantonů Bern a Valais. Horu obklopují vyšší štíty, takže je viditelná pouze směrem od Grindelwaldu. Na vrchol je možné vystoupit od chat Mönchjochhütte (3658 m n. m.), Konkordiahütte (2850 m n. m.) a Finsteraarhornhütte (3046 m n. m.).
Horu poprvé zdolali 23. července 1862 H.B. George, Christian Almer, Ulrich Kaufmann a Adolphus Warburton Moore.